# 岸本多万重
岸本 多万重（きしもと たまえ、1962年5月31日 - ）は、元NHKアナウンサー。

## 人物
大阪府立天王寺高等学校を経て大阪女子大学国文学科卒業後、1985年入局。同期の中には記者でニュースウオッチ9のメインキャスターを務めた大越健介（現・テレビ朝日局契約記者）がいる。
アナウンサー時代は主に生活情報関連の番組やナレーションを担当した。2013年6月からアナウンスを離れ、津放送局長、広報局視聴者部長を経て2019年6月より現職のリスク管理室職員。

## 過去の出演番組
- NHKモーニングワイドきんき
- イブニングネットワークきんき（1991年4月 - 1992年3月、キャスター）
- 夕べの広場
- にっぽん 川紀行（語り）
- 元禄繚乱（元禄紀行の語り 1999年）
- 名画への旅
- きょうの料理（2002年4月 - 2003年3月）
- 街道をゆく（第3期ナレーター）
- 関口知宏が行く ヨーロッパ鉄道の旅 ギリシャ・トルコ 陽気な人々と神秘の大自然に抱かれて（ナレーター）
- 関口知宏が行く ヨーロッパ鉄道の旅 スイス アルプス輝く緑と湖の国（ナレーター）
- 京都 雅のしずく
- おしゃれ工房
- 今夜も生でさだまさし〜浪花さだしぐれ・夏の陣〜（2010年8月29日(28日深夜)）